# Elisabeth Röckel
Elisabeth Röckel   (Neunburg vorm Wald, 15 de març de 1793 - Weimar, 3 de març de 1883) fou una cantant d'òpera de soprano alemanya i l'esposa del compositor Johann Nepomuk Hummel.
Era una germana del cantant d'òpera Joseph August Röckel (1783-1870) amb el qual foren els primers artistes de la nissaga de músics Röckel i amb el que va actuar de Florestan en la segona versió de Beethoven de l'òpera Fidelio, que va ser estrenada al "Theater an der Wien", en 1806. En el mateix any va arribar a Viena, també on vivia en un pis del teatre junt amb el seu germà. En un registre dels residents del teatre se'l anomena Elis Rökel. Segons aquest registre en un altre pis del teatre va viure la famosa cantant Anna Milder-Hauptmann amb la seva família, que va interpretar el paper titular de Fidelio. I es va convertir en una amiga íntima d'Elisabeth. Moltes fonts mostren que Elisabeth va conèixer sovint Beethoven que es va enamorar de la bella jove i va voler casar-se amb ella.
L'abril del 1810, Elisabeth Röckel es va dedicar al teatre de Bamberg, on va debutar com a Donna Anna al Don Giovanni de Mozart i es va convertir en amiga de l'escriptor Ernst Theodor Amadeus Hoffmann. S'ha suggerit que Beethoven va escriure la seva famosa Bagatelle núm. 25 per a piano, coneguda habitualment com "Für Elise", en temps de la marxa d'Elisabeth Röckel de Viena. Tenia la inscripció "Für Elise am 27 April zur Erinnerung von L. v. Bthvn" (Per Elise el 27 d'abril [1810] en memòria de L. v. Beethoven). De fet, Anna Milder-Hauptmann la va nomenar "Elise" en una carta que li va enviar.
Durant els dies anteriors a la mort de Beethoven, ella i el seu marit Hummel van visitar Beethoven diverses vegades, i li van tallar i salvar un pany dels cabells. Això va ser descobert el 1934 a Florència per Wilhelm Hummel, un descendent de Johann Nepomuk Hummel. El floc de cabells es troba ara al Centre de Beethoven de la Universitat Estatal de San José (Califòrnia).
Era la mare del músic Eduard Hummel (1814-1893) i del pintor Carl Hummel (1821-1907). August Röckel (1814-1876), amic de Richard Wagner, era el seu nebot.